# Chris Barnes
Chris Barnes (Búfalo, 29 de diciembre de 1967) es un músico, compositor, productor estadounidense. Es reconocido por haber sido el vocalista y fundador de la banda de death metal Cannibal Corpse y su participación actual como líder de Six Feet Under.
En 1986 Chris fue el cantante de Tirant Sin, trabajando con el batería Paul Mazurkiewicz, los guitarristas Bob Rusay y Joe Morelli, y el bajista Rich Ziegler. También perteneció a Leviathan, grupo con el que grabó el sencillo "Legions of the Undead" en 1987.
Ya en Cannibal Corpse, además de realizar las funciones de cantante Barnes escribió la mayoría de las letras del disco "Eaten Back to Life" y todas las de "Butchered at Birth", "Tomb of the Mutilated" y "The Bleeding", y diseñó el logo de la banda.
Se decidió de mutuo acuerdo que Barnes abandonara Cannibal Corpse en 1995 por las diferencias musicales que se hicieron palpables durante la grabación del álbum "Vile", que inicialmente iba a ser llamado "Created to Kill". A partir de ese momento Barnes pudo dedicarse completamente a la banda Six Feet Under, que desde 1993 había sido un proyecto paralelo a Cannibal Corpse. También diseñó el logo de ésta, así como la portada de "Warpath", y produjo el disco "13".
En otoño de 2005 Barnes se unió a la banda finlandesa Torture Killer, participando en el disco "Swarm!". En ocasiones se ha comentado su pertenencia al grupo británico Extreme Noise Terror, sin embargo este hecho es falso.
Barnes no tenía buenas relaciones con Seth Putnam, el cantante de Anal Cunt. Según la página de Internet de Putnam, Seth interrumpió a Barnes durante un concierto de Six Feet Under, lo que llevó a un altercado entre ambos en el que acabaron participando los restantes miembros de la banda. Como respuesta al incidente, y fiel al espíritu de Anal Cunt, Putnam escribió la canción "Chris Barnes is a Pussy" (que podría traducirse por "Chris Barnes es un mariquita").
Después de abandonar Cannibal Corpse, Chris Barnes dirigió sus letras hacia temáticas sociopolíticas, la más llamativa de las mismas la legalización de la marihuana.
El álbum "Warpath" contiene dos canciones que hacen referencia al cannabis, "4:20" elogia los efectos de la planta y "Caged and Disgraced" cuestiona las detenciones por posesión de la droga. En el libreto de este álbum también se incluye la dirección web de la NORML (Organización Nacional para la Reforma de Las Leyes de La Marihuana), y se explica que la canción "4:20" fue grabada el 20 de abril (siguiendo la notación anglosajona, 4/20) a las 4:20 p. m., que se considera la fecha y hora tradicional para fumar cannabis.
El disco "Maximum Violence" contiene la canción "Victim of the Paranoid" que de nuevo se trata de una mirada a las leyes sobre el consumo de marihuana, señalando que los fumadores parecen víctimas de un sistema excesivamente preocupado por ellos aunque ello signifique ignorar otros problemas mucho más graves.
Chris Barnes, al igual que Phil Anselmo (de la banda Pantera) ha consumido en muchas ocasiones marihuana que se le haya pasado en un concierto, y suele dedicarle palabras de elogio tanto en directo como en entrevistas.